# Cao Teng
Cao Teng (chinesisch 曹騰 / 曹腾, Pinyin Cáo Téng, Großjährigkeitsname (Zi) Jixing 季興,  Jìxīng) war ein Eunuch der späten Han-Dynastie. Er diente den vier Kaisern Shun (125–144), Chong (144–145), Zhi (145–146) und Huan (146–168) als Haremswächter und stieg zum höchsten Eunuchenrang seiner Zeit auf, zum Dachangqiu (大長秋).
Cao Teng, Sohn eines Cao Jie (曹節), hatte aus Standesgründen keine leiblichen Kinder. Er adoptierte einen Sohn, Cao Song, der später Vater des Kriegsherrn Cao Cao wurde. Von dessen Nachfolger Cao Pi, dem ersten Kaiser der Wei-Dynastie, erhielt Cao Teng den postumen Titel Kaiser Gao (高) von Wei
| Personendaten    | Personendaten |
| ---------------- | --- |
| NAME             | Cao, Teng |
| ALTERNATIVNAMEN  | Cáo, Téng (Pinyin); 曹騰 (chinesisch, Langzeichen); 曹腾 (chinesisch, Kurzzeichen); Cáo, Jìxīng; 曹季興 (chinesisch, Langzeichen); 曹季兴 (chinesisch, Kurzzeichen); Gao von Wei, Kaiser |
| KURZBESCHREIBUNG | Eunuch der Han-Dynastie |
| GEBURTSDATUM     | 1. Jahrhundert oder 2. Jahrhundert |
| STERBEDATUM      | 2. Jahrhundert |